# Dichagyris iranicola
Dichagyris iranicola is een vlinder uit de familie uilen (Noctuidae). De wetenschappelijke naam is voor het eerst geldig gepubliceerd in 1980 door Kocak.
De soort komt voor in Europa.